# Мацей Рибус
Мацей Рибус (пол. Maciej Rybus, нар. 19 серпня 1989, Лович) — польський футболіст, півзахисник і лівий захисник російського клубу «Рубін» (Казань).
Виступав, зокрема, за клуби «Легія», «Терек» та «Ліон», а також національну збірну Польщі.

## Клубна кар'єра
Виступав за молодіжні команди «Пелікан» з міста Лович і МСП (Шамотули).

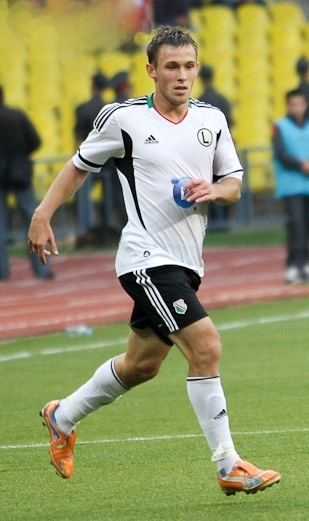
Мацей Рибус під час виступів за «Легію». 2011 рік.

У вересні 2007 року перейшов у варшавську «Легію». В основній команді дебютував 15 листопада 2007 року в матчі Кубка Польщі проти «Дискоболії» (0:0), Рибус вийшов на 46 хвилині замість Марціна Смоліньського. Загалом у першому сезоні 2007/08 «Легія» зайняла 2 місце в чемпіонаті Польщі, поступившись «Віслі» з Кракова. Рибус в сезоні провів 10 матчів і забив 4 гола. У Кубку Польщі «Легія» дійшла до фіналу де виграла у краківської «Вісли» по пенальті (3:4) — основний час (0:0), Рибус почав матч в основі, але на 80 хвилині був замінений на Каміля Майковського. У Кубку Екстракласи «Легія» дійшла до фіналу, де програла з розгромним рахунком «Дискоболії» (4:1).
20 липня 2008 року зіграв у переможному матчі за Суперкубок проти краківської «Вісли» (1:2), Рибус вийшов на 79 хвилині замість Якуба Вавжиняка. Загалом у сезоні 2008/09 «Легія» знову зайняла 2 місце в чемпіонаті поступившись краківській «Віслі». З цього сезону Рибус став основним гравцем і в чемпіонаті провів 27 матчів, забивши 3 голи. У сезоні 2010/11 вдруге виграв з командою національний кубок.
У лютому 2012 року підписав контракт з російським клубом «Терек», розрахований на 3,5 роки. 3 березня 2012 року Рибус дебютував за новий клуб у матчі проти «Томі». Свій перший гол за «Терек» польський півзахисник забив вже у наступному турі 10 березня в поєдинку проти «Краснодара». Загалом відіграв за грозненську команду чотири з половиною сезони своєї ігрової кар'єри. Граючи у складі «Терека» також здебільшого виходив на поле в основному складі команди.
Влітку 2016 року Рибус перейшов в «Ліон». Дебютував у клубі 19 серпня в матчі проти «Кана», де вийшов на поле в стартовому складі і відіграв повний матч. Втім у Франції Мацей заграти не зумів, провівши за сезон лише 19 матчів у Лізі 1, після чого 19 липня 2017 року він повернувся до Росії, підписавши 3-річний контракт з «Локомотивом» (Москва). У першому ж сезоні допоміг команді виграти чемпіонат Росії, зігравши у 20 матчах Прем'єр-ліги.

## Виступи за збірні
2009 року залучався до складу молодіжної збірної Польщі. На молодіжному рівні зіграв у 7 офіційних матчах, забив 1 гол.
У складі національної збірної Польщі дебютував 14 листопада 2009 року у товариському матчі проти Румунії (0:1), Рибус вийшов на 75 хвилині замість Каміля Косовського. У наступному матчі 18 листопада 2009 року проти Канади (1:0) Мацей забив єдиний гол на 18 хвилині у ворота Ларса Гіршфельда.
Рибус опинився в числі гравців збірної на домашньому Євро-2012. Мацей відіграв 70 хвилин на поле в матчі проти збірної Греції (1:1). В інших матчах проти Росії (1:1) і Чехії (0:1), футболіст опинявся на лаві запасних. В результаті збірна Польщі залишившись на останньому місці в групі A, покинула турнір з двома очками.
4 червня 2013 року в товариському матчі проти Ліхтенштейну (2:0) Рибус забив 1300-ий гол за всю історію збірної Польщі. 12 травня 2016 року він опинився в заявці команди на Євро-2016, але в остаточному підсумку на турнір не поїхав через травму плеча
Згодом у складі збірної був учасником чемпіонату світу 2018 року у Росії.
Наразі провів у формі головної команди країни 66 матчів, забивши 2 голи.

## Досягнення
- Володар Кубка Польщі (3):

«Легія» (Варшава): 2008, 2011, 2012
- Володар Суперкубка Польщі (1):

«Легія» (Варшава): 2008
- Чемпіон Росії (1):

«Локомотив» (Москва):  2017-18
- Володар Кубка Росії (2):

«Локомотив» (Москва): 2018-19, 2020-21
- Володар Суперкубка Росії (1):

«Локомотив» (Москва): 2019